# Ernestina Otero
Ernestina Otero Sestelo (Redondela, 23 de octubre de 1890 – Pontevedra, 13 de febrero de 1956) fue una maestra y pedagoga española.

## Trayectoria
Ernestina, la mayor de siete hermanos, realizó sus primeros estudios en Redondela y los de maestra elemental en Pontevedra, finalizados en 1908, y que completó luego con el título superior en la segunda promoción (1910-1913) de la Escuela de Estudios Superiores de Magisterio en Madrid, donde recibe la influencia de profesores de la Institución Libre de Enseñanza como Luis de Zulueta.
En 1914 se casa con el farmacéutico redondelano Luis Pereira Míguez, y es nombrada profesora de pedagogía en la Escuela Normal de Pontevedra. Con la llegada al gobierno de la Segunda República, Ernestina dirigió la Escuela de Magisterio y presidió el Consejo Provincial de Primera Enseñanza de Pontevedra. En el tiempo que ocupó este último cargo, se llevaron a cabo diversas campañas para el fomento de la asistencia de los niños a la escuela, se impulsó la creación de centros escolares, se amplió la educación de adultos, se colaboró con las juntas municipales en la utilización de los campos agrícolas experimentales y de los talleres artesanales e industriales, y se fomentó el estudio e investigación de las características geográficas y culturales de Galicia. Colaboró también con el Seminario de Estudos Galegos y en otras iniciativas como la Escuela Rural Gallega. En 1933 firmó el manifiesto de los intelectuales gallegos a favor del Estatuto de Autonomía.
Al estallar la guerra civil española el gobierno golpista la separada de la cátedra y es dada de baja en la escala (12 de junio de 1937). Una vez terminada la guerra, se revisó su expediente y volvió a su cargo, con “traslado forzoso e inhabilitación para cargos directivos y de confianza” (7 de diciembre de 1939). Fue destinada a Orense donde permaneció diez años, hasta que el 1 de octubre de 1951 ocupó de nuevo la plaza de profesora numeraria de pedagogía de la Escuela Normal de Pontevedra (luego llamada Escuela del Magisterio Santa Tareixa de Xesús). 
En 1951 regresó a Pontevedra, donde murió cinco años después, a los 65 años de edad.

## Reconocimientos
- El ayuntamiento de Redondela le dedicó una calle que lleva su nombre.
- Premios Ernestina Otero, promovidos por la Concejalía de Igualdad del Ayuntamiento de Pontevedra con el fin de incorporar la perspectiva de género en los trabajos de fin de grado y máster para el alumnado de las universidades gallegas.[4]
- Premios Ernestina Otero 'Loitando pola Igualdade',[5] promovido por la Asemblea Feminista Paxaretas de Redondela